# Sergio y Baco
Sergio y Baco fueron, durante principios del siglo IV, dos importantes militares del emperador Maximiano, quien les tenía en gran estima por su valentía. Sergio era primicerius (jefe-comandante de la escuela de los gentiles) y Baco el secundarius. Fueron martirizados cuando se descubrió que eran cristianos. Actualmente son conmemorados por la iglesia católica como santos y mártires.
El culto a Sergio y Baco fue muy extendido durante la antigüedad tardía. Su fama en occidente ha disminuido con el pasar de los siglos, pero siguen siendo muy venerados en el cristianismo oriental, especialmente entre los árabes cristianos y la comunidad cristiana de siria. La estrecha relación entre ambos hizo que se convirtieran en uno de los ejemplos más citados de santos emparejados. Esta cercanía llevó al historiador John Boswell a sugerir que su relación era romántica; aunque otros historiadores han rechazado ampliamente esta teoría, esto ha extendido una veneración popular de Sergio y Baco en la comunidad cristiana homosexual.

## Hagiografía

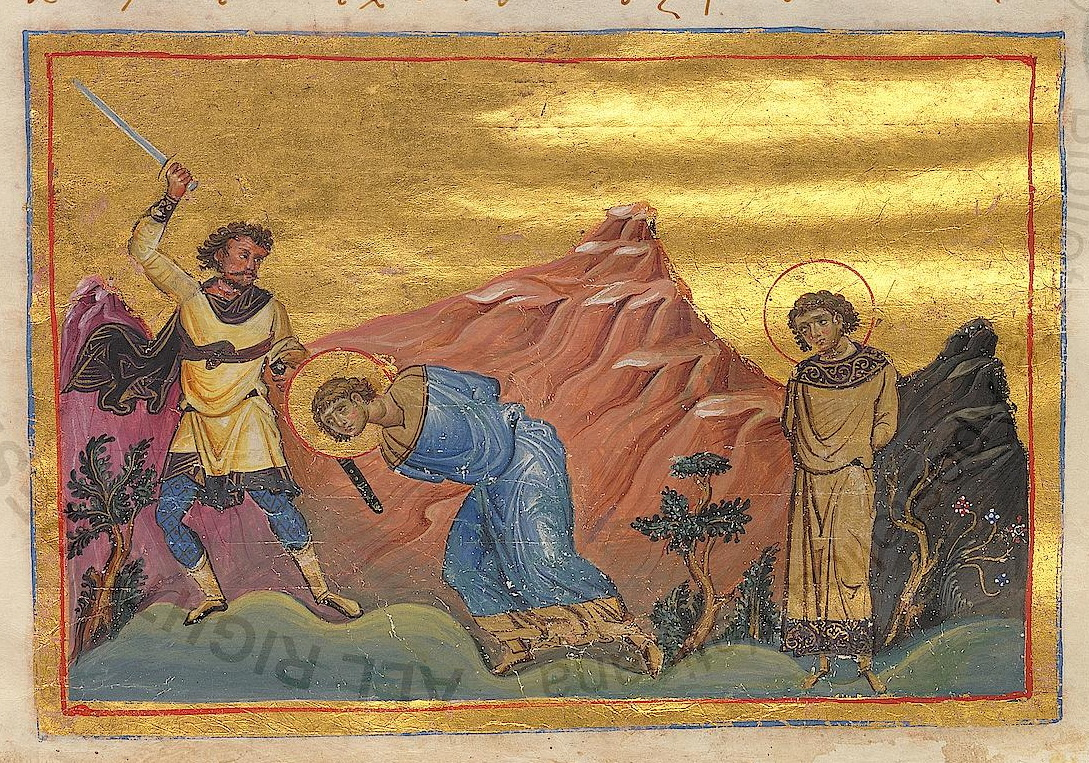
El martirio de Sergio y Baco representada en el Menologio de Basilio II.

Se ha conservado una Pasión de san Sergio y san Baco cuyo original está escrito en griego y del que se dispone también de varias versiones latinas posteriores (algunas con variantes muy notables respecto al original). El texto escrito más antiguo que se conserva data del siglo XI. Según esta Pasión, Sergio y Baco, en tiempos del emperador Maximiano, eran unos soldados que dirigían la escuela de los gentiles en el palacio imperial. Su elevada posición y su intimidad con el emperador suscitaron envidias y fueron acusados de ser cristianos. Maximiano no dio crédito a esta acusación hasta que se dio cuenta de que Sergio y Baco no participaban en los sacrificios del templo de Júpiter. Maximiano los llamó a su presencia y les reprochó su traición a los dioses:

Sois los más malvados de los hombres, pues a cambio de la amistad que os he dispensado, convencido de que observabais el debido respeto a los dioses, desvergonzadamente me habéis ofrecido lo que se opone a la ley de obediencia y sujeción. Pero ¿por qué habríais de blasfemar también a los dioses, a través de los cuales la especie goza de tan abundante paz? ¿No os percatáis de que el Cristo que adoráis era el hijo de un carpintero, nacido de madre adúltera, a quienes los denominados judíos ejecutaron mediante crucifixión, porque, conduciéndolos a error mediante la magia y proclamándose dios, se había convertido en causa de disensiones y múltiples problemas entre ellos? La gran raza de nuestros dioses nació toda ella de matrimonio legal, el del altísimo Zeus, el más santo, que a través de su matrimonio y unión con la bendita Hera les dio nacimiento. Imagino que también habréis oído hablar de los heroicos y doce principales trabajos del divino dios Hércules, nacido de Zeus.
La pasión de san Sergio y san Baco.

Maximiano ordenó que fueran sustituidos en sus cargos por sus acusadores, que se les encadenara y se les enviara al gobernador Antíoco, gobernador de la provincia de Augusto-Éufrates y antiguo protegido de Sergio, para que fuera Antíoco quien los castigara. Tras una penosa marcha, Baco murió golpeado hasta la muerte. A Sergio se le obligó a correr dieciocho millas con calzados que tenían clavos hacia adentro, atravesando los pies del santo. Luego fue decapitado.

## Lugares de culto e iconografía
El culto a estos santos se extendió y se consagraron varias iglesias dedicadas a ellos, como la iglesia de San Sergio y San Baco en Constantinopla (ahora transformada en mezquita), y otras en Acre, Nidzana, y Roma. Su fiesta se celebra el 8 de octubre. En las representaciones iconográficas aparecen siempre juntos, algunas veces cabalgando como soldados, o en pinturas con su uniforme militar y Jesús tras ellos.

## Erastai

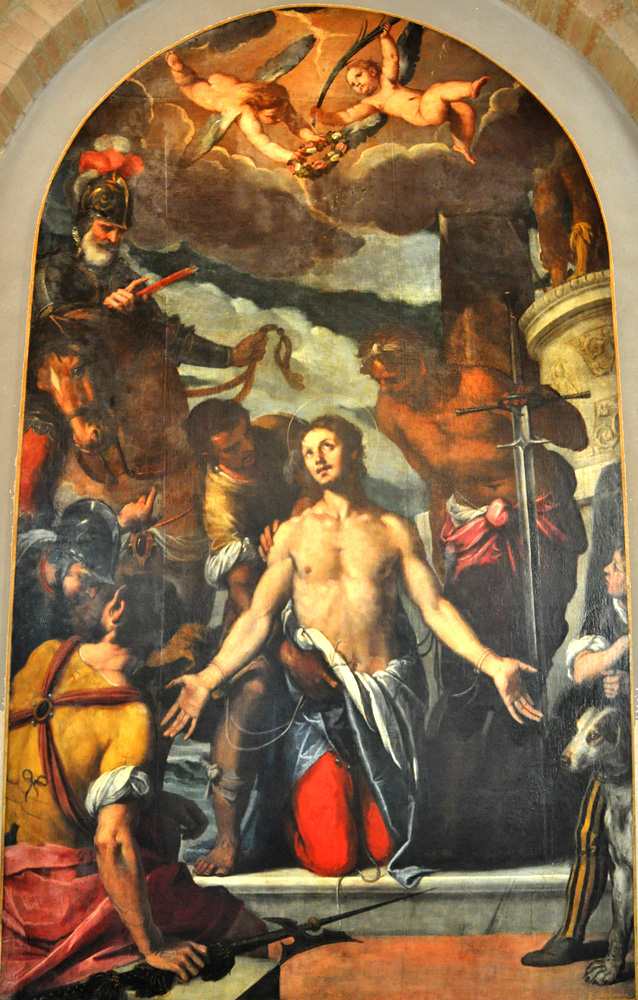
Martirio de San Sergio pintado por Claudio Ridolfi (1570-1644).

La estrecha relación entre ambos llevó a John Boswell a crear la  hipótesis de una relación romántica entre los santos. Según Boswell, algunos textos antiguos de su martirologio, en griego, les describirían como erastai, o amantes. Boswell consecuentemente considera su relación como un ejemplo de las parejas homosexuales del principio del cristianismo, reflejando (según él) una tolerancia hacia la homosexualidad de los primeros cristianos. El artista Robert Lentz siguió este punto de vista retratándolos como una pareja homosexual en una pintura de iconografía religiosa. Boswell señaló decenas de manuscritos originales, que según él presentarían rituales religiosos matrimoniales efectuados durante toda la Edad Media por sacerdotes católicos y ortodoxos dentro de las iglesias para consagrar bodas entre personas del mismo sexo. Para llegar a sus conclusiones Boswell recorrió todas las grandes bibliotecas de Europa, incluida la Vaticana, donde alegó haber encontrado muchos de sus manuscritos. Como resultado creyó haber obtenido 80 manuscritos originales de las ceremonias de bodas homosexuales, en las que se invocaba como protectores a san Sergio y san Baco.
David Woods tachó de superficiales algunos de los argumentos de Boswell. Otros historiadores y analistas bizantinos, en concordancia con la postura oficial de la iglesia ortodoxa, argumentan que la antigua tradición oriental de adelfopoiesis, que se hacía como una forma de "hermandad" en el nombre de Dios y que se ha asociado a estos dos santos no tenía carácter sexual.
La metodología y las conclusiones de Boswell han sido severamente criticadas por otros historiadores además de David Woods, Robing Darling Young y Brent Shaw.

## La adopción por los cristianos homosexuales
Independientemente de los méritos de la interpretación de John Boswell, en la que el debate está todavía en curso (a veces con tonos encendidos), es un hecho que una parte de los homosexuales de Estados Unidos, compuesta por católicos y griegos ortodoxos, ha aceptado los resultados. Hoy en día, por lo tanto, ha alcanzado un nuevo tipo de veneración que exalta al dúo formado por Sergio y Baco por su singularidad como una pareja homosexual santificada como mártir cristiana.
En esta parte del mundo gay se considera de manera no oficial a san Sergio y san Baco como santos patronos de las relaciones entre hombres, y muchas veces los matrimonios homosexuales estadounidenses y europeos (ya sea simbólicos, reconocidos o a través de rituales religiosos) se celebran bajo su protección.